# Gudrun Göransson
Gudrun Birgitta Göransson, född Forslund den 21 augusti 1929 i Stockholm, död den 9 februari 2025 i Stockholm, var ordförande i Svenska Röda Korset 1987–1993.
Göransson blev fil. kand. i Uppsala 1953 och fil. mag. i Stockholm 1955. Mellan 1953 och 1979 hade Göransson lärartjänster i Göteborg, Stockholm, Malmö och Lund.
Efter sin flytt från Stockholm till Lund 1963 engagerade sig Göransson i Rödakorsrörelsen. Hon var ordförande för Svenska Röda Korsets Malmöhusdistrikt 1977–1980, vice ordförande i Svenska Röda Korset 1981–1987 och dess ordförande 1987–1993.